# Ronde van Frankrijk 2020/Eerste etappe
De eerste etappe van de Ronde van Frankrijk 2020 werd verreden op 29 augustus met start en finish in Nice. De eerste etappe was een heuvelachtige plaatselijke omloop in twee rondes, die startte en eindigde op de Promenade des Anglais net als de die ochtend verreden La Course by Le Tour de France en waar jaarlijks de wielerwedstrijd Parijs-Nice eindigt. De etappe werd gekenmerkt door valpartijen. Daardoor werd de etappe door de renners voor enige tijd geneutraliseerd. 

## Verloop
Michael Schär, Fabien Grellier en Cyril Gautier zijn de eerste vluchters van de dag maar krijgen nooit meer dan drie minuten. Door de vele regen valt de ene renner na de andere met als grote verliezer Pavel Sivakov die twee keer valt en daardoor een goed klassement kan vergeten. Grellier lost uit de kopgroep met nog 63 kilometer te gaan en de andere twee gaan alleen voort maar ook zij worden met nog twee ronden te gaan weer ingerekend. Het peloton besluit het rustig aan te doen om meer valpartijen te ontlopen, dit onder leiding van Tony Martin. Astana probeert toch te versnellen, maar als Miguel Ángel López daardoor op een verkeersbord knalt geven ook zij gehoor aan Martin. Door de rust in het peloton kan Ewan terugkomen. Benoît Cosnefroy trekt ten aanval op 20 kilometer van de finish. Achter hem vormen de sprinttreintjes zich en de Fransman wordt weer gegrepen op zes kilometer van het einde. De tijdregistratie wordt op drie kilometer voor de finish stopgezet, waarna vrijwel direct een valpartij met een groot aantal renners plaatsvindt. De Noor Alexander Kristoff wint met een fietslengte voorsprong op Mads Pedersen en Cees Bol de sprint.

## Uitslag
| Nice – Nice (154,0 km) |                    |                          |          |
| Plaats                 | Naam               | Ploeg                    | Tijd     |
| 1                      | Alexander Kristoff | UAE Team Emirates        | 3u46'23" |
| 2                      | Mads Pedersen      | Trek-Segafredo           | z.t.     |
| 3                      | Cees Bol           | Team Sunweb              | z.t.     |
| 4                      | Sam Bennett        | Deceuninck–Quick-Step    | z.t.     |
| 5                      | Peter Sagan        | BORA-hansgrohe           | z.t.     |
| 6                      | Elia Viviani       | Cofidis                  | z.t.     |
| 7                      | Giacomo Nizzolo    | NTT Pro Cycling          | z.t.     |
| 8                      | Bryan Coquard      | B&B Hotels-Vital Concept | z.t.     |
| 9                      | Anthony Turgis     | Total Direct Energie     | z.t.     |
| 10                     | Jasper Stuyven     | Trek-Segafredo           | z.t.     |

| Algemeen klassement |                    |                          |          |
| Plaats              | Naam               | Ploeg                    | Tijd     |
| Gele trui           | Alexander Kristoff | UAE Team Emirates        | 3u46'23" |
| 2                   | Mads Pedersen      | Trek-Segafredo           | + 4"     |
| 3                   | Cees Bol           | Team Sunweb              | + 6"     |
| 4                   | Sam Bennett        | Deceuninck–Quick-Step    | + 10"    |
| 5                   | Peter Sagan        | BORA-hansgrohe           | z.t.     |
| 6                   | Elia Viviani       | Cofidis                  | z.t.     |
| 7                   | Giacomo Nizzolo    | NTT Pro Cycling          | z.t.     |
| 8                   | Bryan Coquard      | B&B Hotels-Vital Concept | z.t.     |
| 9                   | Anthony Turgis     | Total Direct Energie     | z.t.     |
| 10                  | Jasper Stuyven     | Trek-Segafredo           | z.t.     |

## Opgaven
- John Degenkolb (Lotto Soudal), eindigde buiten tijd en moest de Tour verlaten

1e etappe ·
2e etappe ·
3e etappe ·
4e etappe ·
5e etappe ·
6e etappe ·
7e etappe ·
8e etappe ·
9e etappe ·
10e etappe ·
11e etappe ·
12e etappe ·
13e etappe ·
14e etappe ·
15e etappe ·
16e etappe ·
17e etappe ·
18e etappe ·
19e etappe ·
20e etappe ·
21e etappe
Startlijst · Eindstanden · Afbeeldingen